# John Amos
John Allen Amos jr. (Newark (New Jersey), 27 december 1939 – Los Angeles (Californië), 21 augustus 2024) was een Amerikaanse film- en televisieacteur en professioneel Americanfootballspeler.
Hij werd geboren als zoon van Annabelle P. en John A. Amos, een automecanicien. Hij legde zich toe op het boksen en werd zelfs bokskampioen. In de jaren zestig speelde hij American football bij de Kansas City Chiefs.

## Televisie- en filmcarrière
Amos werd in de jaren 70 bekend voor zijn rol in enkele sitcoms. Van 1970 tot 1973 speelde hij Gordy Howard, de weerman in The Mary Tyler Moore Show en van 1974 tot 1976 speelde hij James Evans sr. in Good Times. Hij was slechts acht jaar ouder dan zijn tv-zoon Jimmie Walker in de serie. Na drie seizoenen werd Amos ontslagen omdat er spanningen met de regie waren en Amos het script niet altijd even goed vond.
Een andere glansrol was die van de volwassen Kunta Kinte in de Emmy Award-winnende prestigeserie Roots uit 1977. Amos kwam nog vaak op televisie, voornamelijk in gastrollen zoals in Murder, She Wrote, The Cosby Show, West Wing en The Fresh Prince of Bel-Air.
Hij speelde ook in verscheidende films, zoals die van een eigenaar van een fastfood-restaurant annex vader van de vriendin van een Afrikaanse prins in de komische film Coming to America. Hij keerde terug in dezelfde rol voor de vervolgfilm Coming 2 America. Ook speelde hij een verraderlijke legerofficier in Die Hard 2 en in de film The Beastmaster.
Amos overleed in augustus 2024 op 84-jarige leeftijd. Zijn overlijden werd pas in oktober 2024 bekendgemaakt.